# Retablo de San Marcos (Bassa)
Retablo de San Marcos es una pintura de estilo gótico catalán realizada por Arnau Bassa en 1346. Se encuentra en la Colegiata Basílica de Santa María de la Aurora en la ciudad de Manresa. También se conoce como el retablo de San Marcos y San Aniano, ya que el relato de la obra recoge la relación de san Marcos con san Aniano, la conversión de este y su consagración como obispo de Alejandría se encuentra representada en su tabla central.

## Contexto

### Autor
Arnau Bassa, hijo de Ferrer Bassa, comenzó a aparecer relacionado con su padre a partir de 1345 como componente en su taller. Esta es su obra más destacada y la que le dio nombre al «maestro de San Marcos», hasta que se pudo certificar su autoría mediante un recibo del 11 de diciembre de 1346. En 1348 padre e hijo murieron a consecuencia de la epidemia de peste de aquel año.
En colaboración con su padre, Ferrer Bassa, y del Maestro de Baltimore, iluminó una parte del Libro de horas de la reina María de Navarra, en 1342.
Arnau Bassa está considerado como uno de los más dotados entre los pintores trecentistas de la escuela de Barcelona. Ambienta las escenas con complejas estructuras arquitectónicas que comunican un carácter especial al esquema de la mayoría de pasajes narrativos. Este hecho influyó en el arte de Ramon Destorrents y en el resto de pintores de la segunda etapa del arte italogótico de la escuela de Barcelona. Un ejemplo de esta influencia relacionada con este retablo es la utilización de la iconografía creada por Bassa sobre San Marcos que usó Jaume Cabrera en 1400 en tres tablas del Retablo del Salvador que se conserva en el museo Maricel de Sitges.
Fue gracias a su personalidad que, a pesar de los pocos años que trabajó, su actividad resultó decisiva para el desarrollo de la pintura catalana durante la segunda mitad del siglo XIV, marcando las pautas de sus sucesores hasta la llegada de la corriente internacional de la mano de Lluís Borrassà.

### Estilo
Este retablo debía convertirse en el referente iconográfico más importante de la capilla que tenía el gremio de Zapateros en la catedral de Barcelona, con un primer nivel de presentación de un ciclo relacionado con la advocación del santo, y un segundo, de lectura más profunda, que daba personalidad a la obra y mostraba los intereses específicos de quienes la habían subvencionado.
Si bien la obra recoge algunas de las características italianas importadas en Cataluña por su padre, comienza a mostrarse un estilo propiamente catalán, donde los elementos de ambientación como los muebles o la arquitectura pasan a formar parte de la contextualización de la historia para que ésta se entienda mejor, convirtiéndose en una representación conceptual al servicio de la acción más allá del mero interés naturalista.
Según Núria de Dalmases y Antoni José i Pitarch su capacidad y cotidianidad de narración fue seguida por el Maestro de Santa Coloma de Queralt en su retablo de los santos Juanes que se datan únicamente unos años después de la muerte de los Bassa. De hecho, se considera que este maestro tarraconense fue un seguidor del estilo de Arnau Bassa.

### Historia
El gremio de zapateros de Barcelona fue uno de los más importantes y destacados en el desarrollo de la ciudad en el periodo medieval, un hecho manifiesto por su presencia en la sede de la ciudad. Ya consta que en 1203 tenía una capilla, probablemente en la zona del claustro, o del nártex. Entre 1298 y 1329 se produce la primera fase de la ampliación gótica de la catedral de Barcelona en la que participaron económicamente los zapateros. A cambio recibieron dos indulgencias entre 1300 y 1346, fecha en que también recibieron la autorización para señalar en el muro exterior de la ubicación de su capilla, con un zapato de piedra todavía visible. La capilla pasó a ser la primera del lado del Evangelio —de la época, antes de la segunda fase de ampliación terminada el siglo XV—. Esta nueva capilla había que ser completada con un retablo de calidad encargado al pintor más destacado de la época.
Se desconoce la fecha del encargo, si bien se conoce la autoría mediante un recibo de 100 sueldos fechado el 11 de diciembre de 1346, que hace mención al último pago del retablo de san Marcos encargado para la capilla que el gremio tenía en la catedral de Barcelona. Este documento permitió a los historiadores vincular la figura del anónimo «Maestro de San Marcos» con la de Arnau Bassa.
En 1431, aprovechando la ampliación de la catedral, los zapateros se trasladaron a la capilla del lado, donde hoy continúa la advocación de san Marcos. Esta capilla, era nueva y de mayor capacidad, lo que aprovecharon para instalar, en 1443, un retablo de Bernat Martorell con la predela de La Flagelación de Jaume Huguet.
La obra de Arnau Bassa que había estado durante un siglo en la sede de Barcelona, fue trasladada a una pequeña capilla dedicada a san Marcos que se acababa de construir en Manresa, junto al puente Viejo. Allí se mantuvo hasta que a principios del siglo XX, más concretamente en 1902, el historiador y arquitecto Alexandre Soler i March lo recuperó para instalarlo en la Colegiata Basílica de Santa María de la Aurora, pocos años más tarde se trasladó a su museo y más tarde una vez restaurado en 1956 volvió a instalarse nuevamente dentro de la sede manresana.

## Descripción

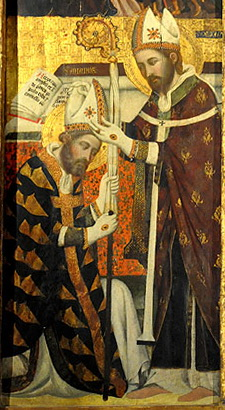
Escena de la tabla principal, donde san Marcos consagra como obispo de Alejandría a Aniano.

El retablo tiene una estructura de tres calles terminados en gablete y dos jambas acabadas en pináculos, situados entre las tablas. No tiene predela.
Las calles laterales contienen tres pisos de escenas, mientras que la calle central está formado por la tabla principal de la consagración como obispo de Aniano por Marcos y está rematada por una crucifixión situada dentro del gablete.

### Calles laterales
Las calles laterales contienen escenas de la vida de San Marcos, desde su formación como apóstol hasta su muerte como mártir. La mayoría se refieren a su relación con Aniano de Alejandría, personaje al que también está dedicado el retablo, su conversión y la de su familia.
A pesar de tener únicamente seis tablas, Arnau Bassa consiguió representar 12 escenas diferentes. La técnica de mostrar más de una escena dentro de un único marco ya se había aplicado anteriormente, si bien Bassa utiliza el color de los espacios donde se desarrolla la acción para ayudar visualmente el observador. Alterna el amarillo, el ocre y el verde para diferenciar los ambientes representados.
Bassa, desplegó un programa narrativo propio, materializado en cinco escenas que describen el vínculo entre Marcos y Aniano, ya que no había modelos iconográficos catalanes sobre la vida de san Marcos, y menos sobre la de san Aniano, anteriores al siglo XIV. De hecho, el traslado de los restos de Marcos desde Alejandría hasta Venecia marcó esta ciudad como el núcleo principal de culto del santo y el lugar donde se desarrolló su iconografía narrada en una veintena de escenas y reflejadas en ocho ciclos narrativos concebidos en Venecia entre 1105 y 1346. Ninguna de ellas hace mención a la figura y relación con Aniano ni muestran la muerte y martirio del evangelista, dos temas representados en el retablo de Bassa.

#### Calle izquierda

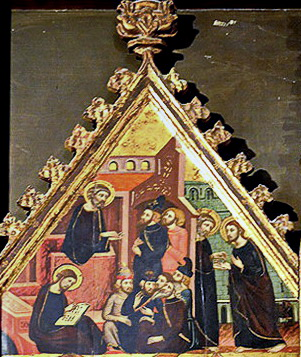
Izquierda superior

- El piso superior incorpora tres escenas en la misma tabla:
  - En la parte superior izquierda se ve a san Pedro predicando desde un ambón la palabra de Dios a un par de personas. Marcos no fue discípulo directo de Jesús y recibió de san Pedro su formación y la base para redactar el evangelio y, también, la misión de ir a predicar. Esta es la única escena que también forma parte de la iconografía existente en Venecia. Salvo esta primera, todas las demás escenas del retablo centran su interés en contar el período alejandrino de la vida del santo.
  - Abajo a la izquierda, ya aparece San Marcos escribiendo el evangelio con un grupo de personas delante de él que le están narrando los hechos de los apóstoles.
  - A la derecha, en un ambiente diferente, San Pedro encarga a Marcos que vaya a predicar a Alejandría.

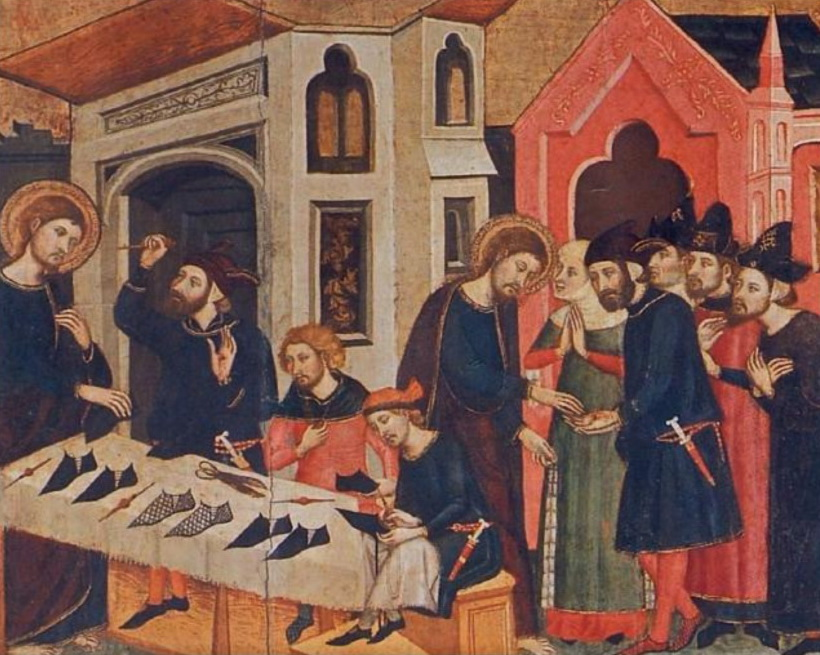
Izquierda piso central.

- El piso central incorpora dos escenas:
  - A la izquierda, la escena se sitúa en el taller del zapatero Aniano situado en la calle -un hecho habitual en la Edad Media- en el barrio de Racotis de Alejandría. A Marcos se le había roto la sandalia y se acercó al taller del zapatero para que la repararan. Cuando Aniano se dispone a arreglarla, se pincha con una lezna y exclama un grito: "«Dios es el único!»" (Heis lo Theos).[16] Marcos, cogiendo un poco de barro que le aplica sobre la herida, procede a curarlo milagrosamente mientras le cuenta la historia de la figura de Jesús y su sacrificio por toda la humanidad.[17]
  - A la derecha, casi como una continuación, Marcos está predicando a los familiares de Aniano en su casa donde fue invitado.[18]

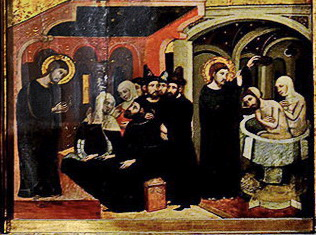
Piso inferior izquierda.

- El piso inferior, incorpora dos escenas:
  - La escena de la izquierda muestra a Marcos predicando el evangelio a Aniano y un grupo de amigos y familiares. La escena quiere representar la rápida difusión que tuvo del evangelio y la creación de la iglesia copta de Egipto.[17]
  - A la derecha se representa el bautismo de Aniano y su esposa. Están desnudos, únicamente con un tocado en la cabeza, en una pila bautismal para recibir un bautizo por inmersión, una modalidad que desapareció de la iglesia católica a finales del siglo XIV.[19]

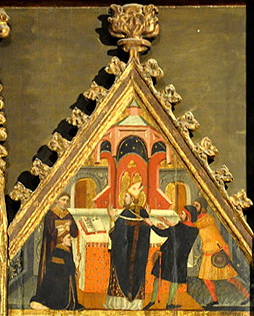
Derecha piso superior

#### Calle derecha
- El piso superior presenta una escena que muestra a san Marcos con la mitra episcopal oficiando misa en una iglesia. Frente a él, a la izquierda de la imagen, hay dos discípulos siguiendo la ceremonia, uno de pie y el otro arrodillado. Desde el lado derecho, dos hombres cogen a Marcos por detrás para detenerlo, atándolo con unas cuerdas.

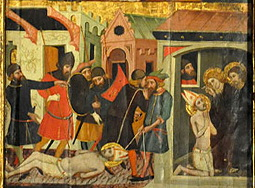
Derecha piso central.

- La tabla del piso central vuelve a mostrar dos escenas:
  - A la izquierda, después de ser capturado, Marcos es arrastrado por las calles con una cuerda alrededor de su cuello. El evangelista está sin ropas, si bien conserva la mitra sobre su cabeza a pesar de la violencia de la situación. Con este detalle el artista quiere resaltar la dignidad del personaje.
  - La escena de la derecha se desarrolla dentro de la celda donde está encarcelado. Mientras un guardián lo vigila desde una ventana, Marcos recibe la visita de Jesús acompañado por un ángel. El reconfortan en su fortaleza y le ofrecen la corona del martirio. Esta composición es una licencia artística de Bassa, ya que la hagiografía de Marcos no recoge la visita de Jesús, pero si la del ángel.[18]

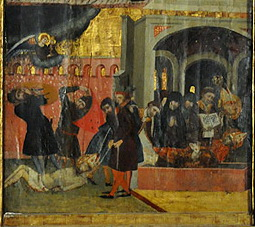
Derecha piso inferior.

- La tabla inferior, la última de la vida de Marcos, guarda una cierta similitud con lo anterior en cuanto a la situación de las dos escenas que representan:
  - La escena de la izquierda vuelve a mostrarnos a Marcos arrastrado por las calles, esta vez muriendo y entregando su alma a un ángel que aparece en medio de unas nubes negras, acompañado por truenos, a juzgar por la expresión de pánico de los soldados que observaban la escena.
  - A la derecha se representa el entierro de Marcos. Entre los personajes que están presentes se encuentra Aniano con los atributos episcopales.[15]

#### Calle central

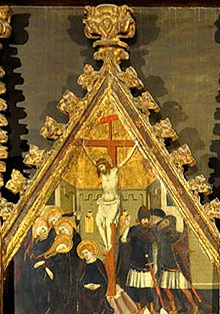
Escena superior.

- La calle central consta de únicamente dos escenas:[20]
  - La escena superior de la crucifixión de Jesús, a sus pies en un grupo de personajes colocado a la izquierda se pueden ver las imágenes de María y Juan, en la parte derecha de la cruz hay un grupo de soldados.
  - Esta tabla de la parte central ocupa el doble de espacio que las laterales. En ella se representa la escena principal de la historia del retablo la consagración como obispo de Alejandría a Aniano por parte de San Marcos. Existen dos etiquetas que identifican sus nombres.
  - En los montantes laterales de esta calle se aprecian seis figuras todas mirando hacia la escena principal de la consagración de Aniano.